# Eleutherodactylus cuneatus
Eleutherodactylus cuneatus là một loài ếch trong họ Leptodactylidae. Chúng là loài đặc hữu của Cuba.
Các môi trường sống tự nhiên của chúng là các khu rừng ẩm ướt đất thấp nhiệt đới hoặc cận nhiệt đới, các khu rừng vùng núi ẩm nhiệt đới hoặc cận nhiệt đới, vùng đất ẩm có cây bụi nhiệt đới hoặc cận nhiệt đới, đồng cỏ nhiệt đới hoặc cận nhiệt đới vùng ngập nước hoặc lụt theo mùa, sông, đất canh tác, vùng đồng cỏ, các đồn điền, vườn nông thôn, các vùng đô thị, các khu rừng trước đây bị suy thoái nặng nề, và đất nông nghiệp có lụt theo mùa.

## Hình ảnh

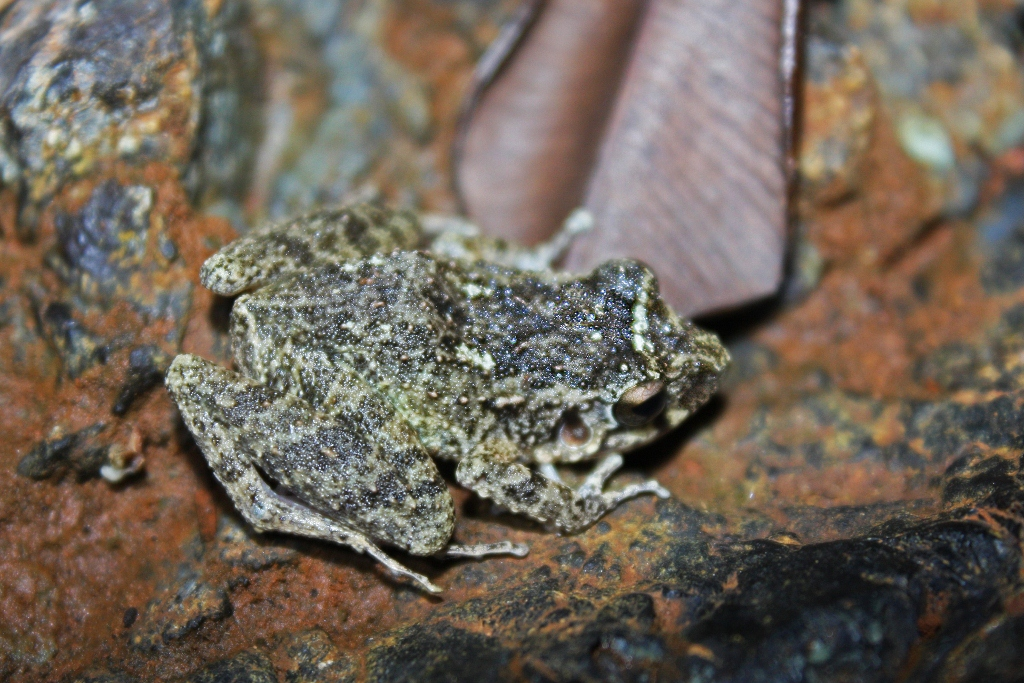
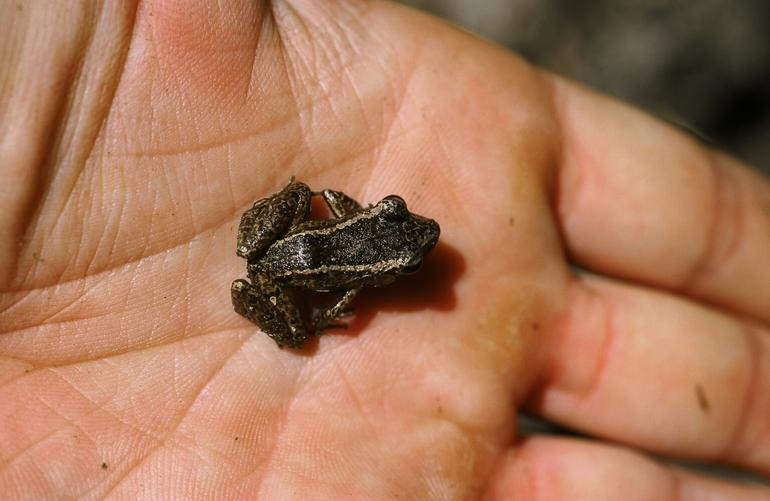
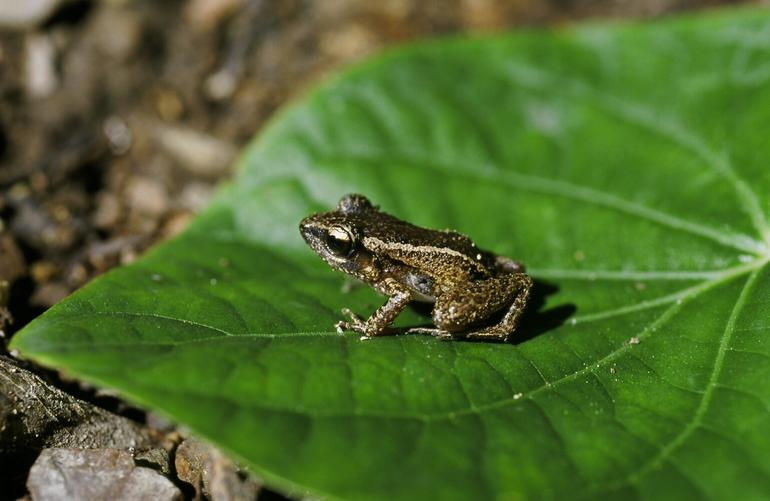
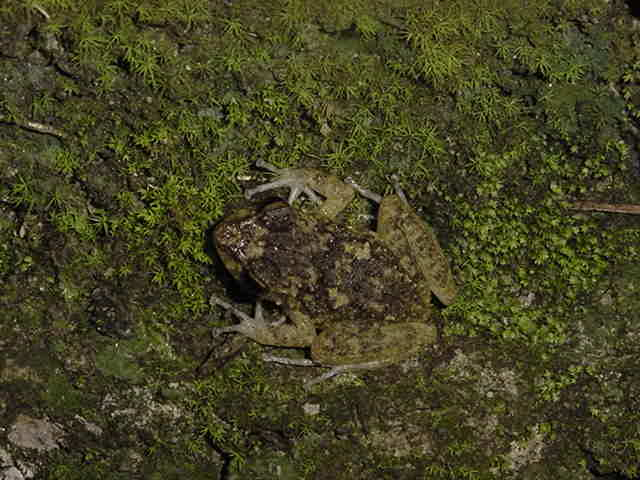